# Josep Sureda i Blanes

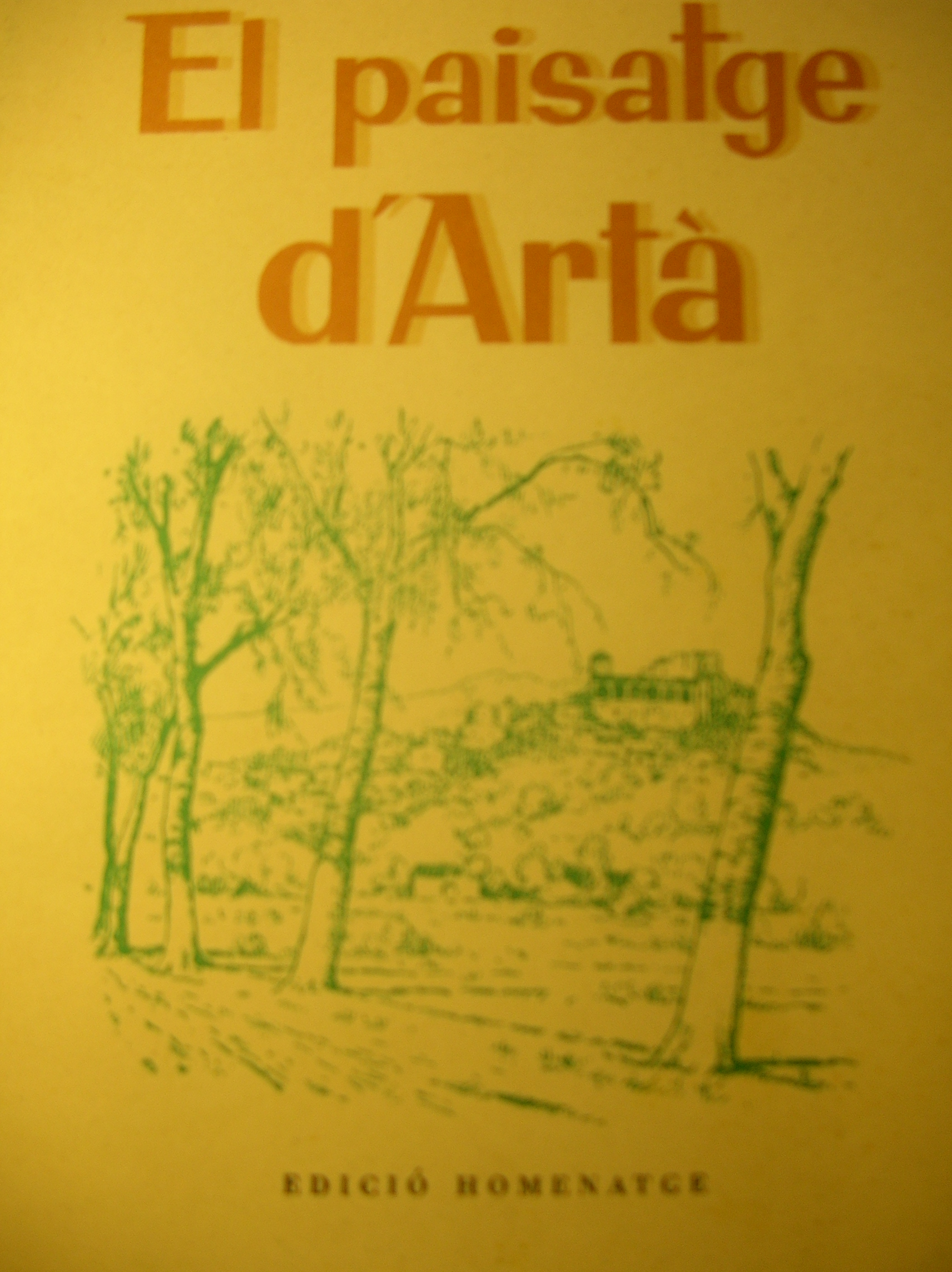
Edició facsímil de 1994 del llibre "El paisatge d'Artà"

Josep Sureda i Blanes (Artà, 23 de juny de 1890 - Barcelona, 26 de maig de 1984) Va ser un químic, apotecari, escriptor i historiador de la ciència mallorquí.
Era fill de l'apotecari Josep Sureda i Lliteras (de Can Tafona) i Rosa Blanes Mestre (de Can Patró); oncle del metge Pep-Francesc Sureda i Blanes i germà del teòleg i lul·lista Francesc Sureda i Blanes i del metge Miquel Sureda i Blanes. Fou el pare de l'economista Josep Lluís Sureda i Carrión.

## Biografia
Es llicencià en farmàcia a la Universitat de Barcelona (1911) i es doctorà a la de Madrid (1915). Fou director (1912) del Laboratori de Química General de la Residència d'Estudiants de la Junta per a Ampliació d'Estudis i Investigacions Científiques. Estudià Química a la Universitat de Múnic (1913-14) i a l'Escola Politècnica Federal de Zuric (1913-1914). A Mallorca dirigí la fàbrica d'adobs químics de Portopí, propietat de Joan March. Posteriorment anà a Astúries a treballar a la fàbrica d'amoníac de La Felguera. De 1933 a 1952 dirigí les Indústries Agrícoles de Mallorca. Va ser president de l'Associació per la Cultura de Mallorca (1934-36) i col·laborà a La Nostra Terra. Signà la Resposta als catalans (1936). El 1966 es traslladà a Barcelona, on va escriure bona part de la seva obra històrica. Col·laborà a les revistes científiques "Anales de la Sociedad Española de Física y Química", "Chemiker-Zeitung" i "Ciència". Fou membre de l'Institut d'Estudis Asturians (1948), acadèmic numerari de la reial Acadèmia de Medicina i Cirurgia de Palma (1953), soci fundador de la Societat Espanyola d'Història de la Medicina (1960) i acadèmic corresponent de la Reial Acadèmia de Ciències i Arts de Barcelona (1962) i de l'Acadèmia de Farmàcia de Barcelona (1964). El 1983, fou nomenat doctor honoris causa per la Universitat de les Illes Balears. Des de 1993 l'institut de Son Gotleu du el seu nom. Té un carrer dedicat a Palma.
Josep Sureda Blanes fou batle d'Artà pels anys 1926-27. Durant la seva curta batlia posa en marxa la construcció de la nova escola d'Artà endemés, tengué el bell pensament que passa endavant de sembrar xiprers a l'escalonada del Santuari de Sant Salvador. Per altra part, Josep Sureda i Blanes fou un fervent col·laborador del primer periòdic artanenc "Llevant" que durant 15 anys -des del 31 de desembre de l'any 1916 fins al dia 20 de febrer de l'any 1931 -recollí la palpitació de la vida del poble d'Artà.
També fou fundador de "Bellpuig" com a col·laborador. Aquests són els seus articles: "Dos savis de Heidelberg", "Un polonès exilat", "Ole Bull", "Antoni Noguera", "El Pare Ginard", "Gafim", "Un article del Pare Ginard i Bauçà" i "Les oblidances", en què escriu sobre el músic Antoni Lliteres i Carrió.

## Obra
Reivindicà la contribució dels illencs al progrés tècnic i cultural a "La princesa que tenia el rellotge aturat" (1930), "El poeta pagès Frederic Mistral" (1930), "Mahatma Gandhi" (1931), "Goethe i la química" (1932), "La creació científica" (1933), "Jovellanos en Bellver" (1947), "En l'aniversari de Miguel Costa i Llobera" (1948), "Un comentario en el centenario de Orfila" (1953), "Chopin a Mallorca" (1954), "El castillo de Alaró" (1957), "Mallorca i la tradició tècnica" (1958), "Las academias médicas de Mallorca 1788-1831" (1960), "La creació científica" (1963), "Orfila i la seva època" (1969), "Ramon Llull i l'origen de la cartografia mallorquina" (1969) "Petites històries" (1971) i "Mallorquins d'ahir" (1974). Estudià la Renaixença a "Històries aldanes" (1977) i "Aprenentatge i romiatges del jove Miquel Costa" (1980) i els viatgers a Mallorca amb "Chopin a Mallorca" (1954), "Els hostes. Dos savis de Heidelberg" (1960), "Els hostes. Un polonès exiliat" (1962), "Els hostes. Ole Brull" (1963), "Els hostes. Pau Piferrer" (1964) i altres treballs. Va publicar el volum de poesia lírica "El paisatge d'Artà" (1932). Bon coneixedor de l'alemany traduí al castellà "Die Balearen" de l'arxiduc Lluís Salvador (1954-65) en dotze volums, amb un pròleg seu a cadascun.
Sureda i Blanes, l'any 1961 semblantment, duu a la impremta el llibret encapçalat "El poeta d'Artà" designació per ell atribuïda al P. Rafael Ginard i Bauçà. Era l'estampació d'una conferència llegida a la "Caixa Rural d'Artà". Pocs anys després, l'any 1965, publicà "Pagesos i poetes", en la segona part del qual escriu de "La vocació artanenca de Fra Rafel", fruit també d'una conferencia donada a la vila.
El 19 de febrer de 2009, el seu fill Alfons Sureda i Carrión i la Universitat de les Illes Balears (UIB) firmaren un conveni de donació per la qual Alfons feia donació d'algunes de les obres que formaven part de la biblioteca de son pare, Josep Sureda i Blanes, a fi de constituir a la biblioteca de la Universitat de les Illes Balears el Fons Josep Sureda i Blanes en memòria del científic i humanista.